# OnePlus One
Das OnePlus One ist ein von OnePlus hergestelltes Smartphone und wurde im April 2014 als erstes Produkt von OnePlus vorgestellt. Das One wurde als kostengünstige Alternative zu anderen High-End-Smartphones entwickelt und wird mit der Android-Distribution CyanogenOS (nicht zu verwechseln mit CyanogenMod) als Betriebssystem ausgeliefert.
Der Verkauf wird seit April 2014 ausschließlich über die unternehmenseigene Webseite abgewickelt.

## Entwicklung
Hauptziel des Unternehmens war es, ein Smartphone mit vergleichbarer Qualität anderer High-End-Smartphones zu einem deutlich niedrigeren Preis zu entwickeln und anzubieten. Zur Kostenreduzierung trug vor allem die Entscheidung bei, den Vertrieb des Smartphones ausschließlich online über die eigene Webseite und nicht im Einzelhandel oder andere Partner abzuwickeln.
Das OnePlus One wurde offiziell am 23. April 2014 für eine begrenzte Freigabe ab dem 25. April vorgestellt. Als „Flaggschiff-Killer“ beschrieben, wurden die Preise für die 16-GB- bzw. 64-GB-Version auf 269 € bzw. 299 € festgelegt. Da der Euro gegenüber dem Dollar seit 2014 stetig an Wert verlor, sah sich das Unternehmen gezwungen, die Dollarpreise 1:1 umzurechnen, sodass der Preis ab dem 25. März 2015 auf 299 € bzw. 349 € erhöht wurde. Am 8. Juni 2015 wurden die Preise auf 249 € (16-GB-Variante) bzw. 299 € (64 GB) gesenkt.

## Hardware

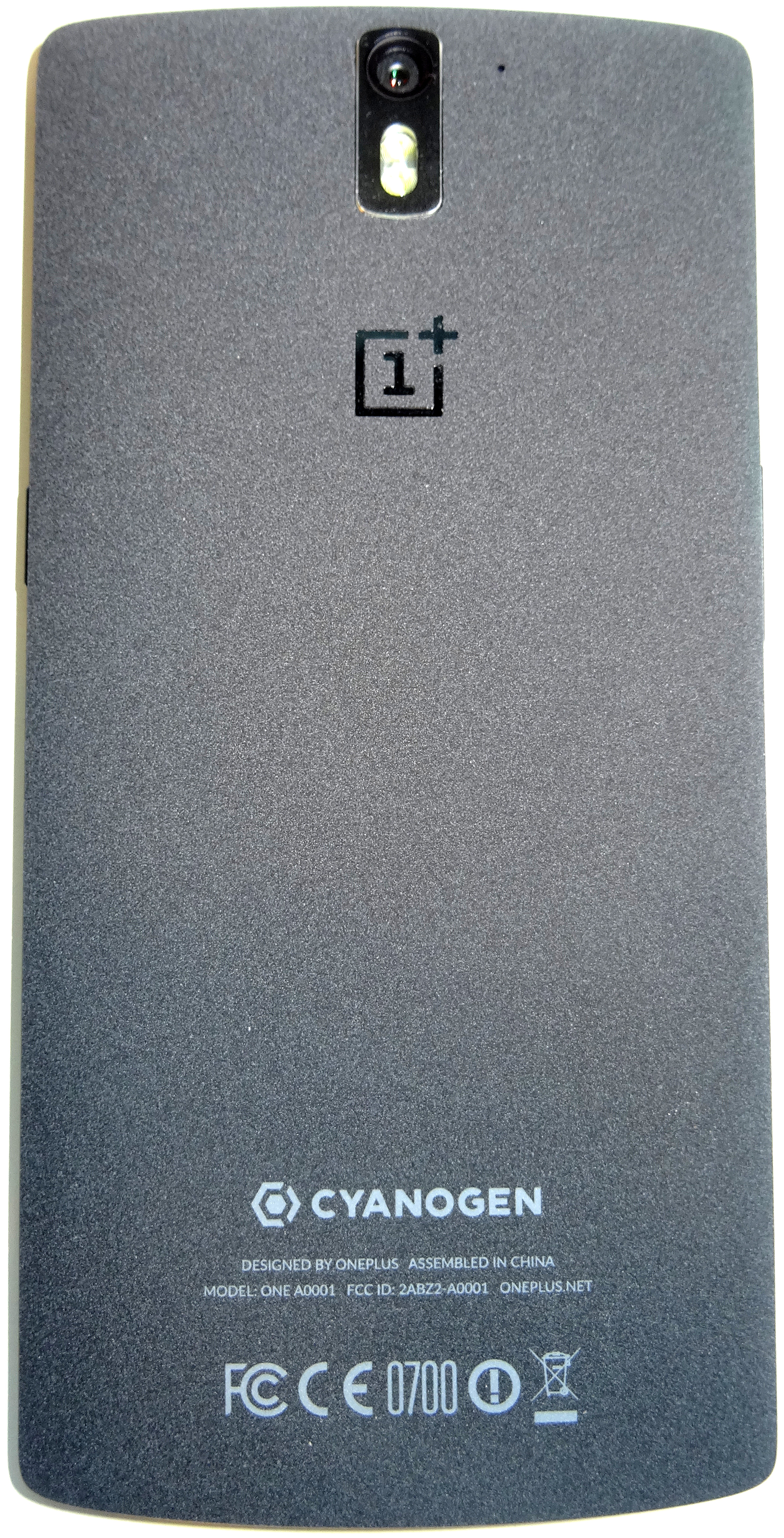
Rückseite des OnePlus One

Kern des OnePlus One ist der Prozessor Snapdragon 801 mit 2,46 Gigahertz, welcher auch im Samsung Galaxy S5, dem LG G3 und im HTC One M8 verwendet wird. Es ist mit 3 GB LPDDR3 RAM, einer Adreno-330-GPU und einem 3100-mAh-Lithium-Polymer-Akku ausgestattet, wobei dieser fest im Gehäuse verklebt ist und somit nicht gewechselt werden kann. Das Gehäuse des OnePlus One ist aus verchromten Polycarbonat und die Rückseite aus Kunststoff, die in der „Silk White“-Variante in weiß gehalten und glatt, bei der „Sandstone Black“-Variante angeraut und grau ist. In das Gehäuse sind auf der Unterseite, neben der Micro-USB Buchse, zwei Mono-Lautsprecher integriert, und über diesen sind die kapazitiven Navigationstasten, die bei Bedarf auf anpassbare Bildschirmnavigationstasten umgeschaltet werden können, angebracht.
Als Bildschirm dient ein IPS-LCD mit einer Auflösung von 1080 × 1920 Pixeln. Die nach hinten gerichtete Kamera verfügt über einen Sony-Exmor-IMX214-Sensor mit HDR-Funktion, der mit bis zu 13 Megapixel auflöst und Videos in 4K, bei einer Bildwiederholungsrate von 30 fps, aufnehmen kann. Die Frontkamera löst mit 5 Megapixel und Full HD bei 30 fps auf. Das OnePlus One unterstützt LTE-Netze mit Bändern 1, 3, 4, 7, 17, 38 und 40.

## Betriebssystem
International wurde das OnePlus One mit einer auf dem Android basierenden Version von CyanogenMod vorgestellt. Nur in China wird das Smartphone standardmäßig mit ColorOS ausgeliefert. Eine Aktualisierung auf CyanogenMod 12S (auf Android 5.0.2 basierend) wurde nach mehrmaligen Verzögerungen schließlich per Over-the-Air-Update am 14. April 2015 bereitgestellt.
Zusätzlich wurde am 5. April 2015 das von OnePlus entwickelte Betriebssystem „OxygenOS“, welches auf Android 5.0.2 basiert, mit einigen Verspätungen veröffentlicht, wobei dieses nicht wie gewohnt über OTA, sondern manuell über Dateien installiert werden muss.
Für das OnePlus One gibt es zahlreiche alternative Betriebssysteme wie z. B. LineageOS, Ubuntu Touch und Paranoid Android.

## Vertrieb
Das Gerät konnte zunächst nur mit einer limitiert verfügbaren Einladung zum Kauf erworben werden. Im Februar 2015 wurde dieses System angepasst. So war das Gerät nun jeden Dienstag auch ohne Einladung zu erstehen, für die restlichen Wochentage war weiterhin eine Einladung nötig. Dieses System ließ OnePlus am 20. April 2015 gänzlich fallen und machte das Gerät damit frei erhältlich.
Seit April 2014 wurden insgesamt 1,5 Millionen Einheiten verkauft.

## Zubehör
Ursprünglich war der Verkauf von wechselbaren Rückseiten aus Materialien wie Bambus, Aramidgewebe, Jeansstoff und verschiedenen Hölzern geplant, doch wegen Fertigungsmängeln kamen die StyleSwap Cover nie in den Verkauf. So gestaltete sich das Anbringen für Laien schwierig und konnte im schlimmsten Fall das Gerät beschädigen. Einzig die Rückseite aus Bambus war längere Zeit verfügbar, da das Unternehmen noch Restbestände übrig hatte.